# Аттахаді
Аттахаді — газоконденсатне родовище у Лівії в басейні Сирт, станом на середину 2010-х років четверте в країні за розмірами початкових запасів.

## Загальна характеристика
Родовище відкрила у 1964 році компанія Esso (під цим брендом діє ExxonMobil). 
Запаси вуглеводнів знайшли на глибині біля 3350 метрів у відкладеннях кварцитів кембрійського періоду.
На початку 2000-х років запаси газу родовища оцінювались у 250—280 млрд м3, що робило його найбільшим в країні. Станом на середину 2010-х років оцінка початкових видобувних запасів зменшилась до 91 млрд м3 (другий показник серед розташованих на суходолі газових родовищ Лівії після Аль-Вафа).

## Розробка
Контракт на облаштування родовища отримала в 1999 році компанія Hyundai. Введення в експлуатацію припало на 2005-й з проектним рівнем 10 млн м3 газу на добу. Для цього на родовищі запустили 28 продуктивних свердловин, та ще 6 свердловин облаштовано як водозабірні.
Видачу продукції організували через газопровідний коридор Нассер – Марса-Брега та конденсатопровід 91,5 км – Марса-Брега.